# Taxe sur les permis de conduire
Lire en ligne

Lire sur Légifrance

La taxe sur les permis de conduire est un impôt local indirect français qui est acquitté par les conducteurs.

## Historique
La taxe est instituée par la loi du 5 janvier 1924, sous la forme d'un droit d'examen de 15 francs et d'un droit de brevet de 50 francs.
Le décret n° 88-1001 du 20 octobre 1988 incorpore au code général des impôts la taxe sur la délivrance du permis de conduire de toute automobile, motocyclette ou « tout autre véhicule à moteur » au profit de la région,.
La taxe figure dans la liste des dix huit taxes à faible rendement que le gouvernement souhaite supprimer lors du projet de loi de finance 2020.

## Caractéristiques

### Redevables
La taxe sur les permis de conduire est exigible dans les régions concernées sur les permis (sauf AM ou A1) et les duplicata. Elle n'est pas due lorsque la délivrance du permis de conduire est consécutive à un changement d'état matrimonial.
Cette taxe est exigible dans cinq régions : Corse, Guyane, La Réunion, Martinique et Mayotte.

### Coût
| Régions    | Départements              | Tarif   |
| ---------- | ------------------------- | ------- |
| Corse      | Corse-du-Sud, Haute-Corse | 33 €    |
| Guyane     | Guyane                    | 69 €    |
| La Réunion | La Réunion                | 53,56 € |
| Martinique | Martinique                | 26,50 € |
| Mayotte    | Mayotte                   | 25 €    |

### Bénéficiaires
Cette taxe est perçue au profit de la région et son tarif est fixé par le conseil régional.

### Rendement
| Année         | 1989 | 1990 | 1991 | 1992 | 1993 |      |      |      |      |
| Produit (M F) | 257  | 434  | 285  | 270  | 294  |      |      |      |      |
| Année         | 2004 | 2005 | 2006 | 2007 | 2008 | 2009 | 2010 | 2011 | 2012 |
| Produit (M €) | 14   | 7    | 5    | 5    | 5    | 3    | 3    | 3    | 2    |

Le rendement et le nombre de régions collectant cette taxe diminuèrent au fil des années. Lors de la suppression du droit d'examen pour l'obtention du permis de conduire en 1998, 17 régions métropolitaines sur 22 disposaient d'une taxe d'un montant supérieur à un franc, et deux régions ultramarines. Sept régions disposaient encore de cet impôt local en 2009 (quatre en métropole et trois régions outre-mer). Par exemple l'île-de-France fixa à un franc le montant de la taxe en 1998 afin de « marquer la volonté de diminuer le poids des taxes régionales pour les habitants d'île-de-France, en particulier les jeunes qui sont les premiers conernés par cette mesure ». La région Aquitaine a supprimé cette taxe en 2009 et la Nouvelle-Aquitaine en 2016.
| Régions                    | Tarif |
| -------------------------- | ----- |
| Alsace                     | 268   |
| Aquitaine                  | 341   |
| Auvergne                   | 235   |
| Basse-Normandie            | 150   |
| Bourgogne                  | 225   |
| Bretagne                   | 285   |
| Centre                     | 0     |
| Champagne-Ardenne          | 150   |
| Corse                      | 214   |
| Franche-Comté              | 290   |
| Guadeloupe                 | 0     |
| Guyane                     | 0     |
| Haute-Normandie            | 252   |
| Ile-de-France              | 1     |
| Languedoc-Roussillon       | 322   |
| Limousin                   | 257   |
| Lorraine                   | 308   |
| Martinique                 | 350   |
| Midi-Pyrénées              | 300   |
| Nord-Pas-de-Calais         | 240   |
| Pays de Loire              | 280   |
| Picardie                   | 1     |
| Poitou-Charentes           | 190   |
| Provence-Alpes-Côte-d’Azur | 320   |
| Réunion                    | 450   |
| Rhône-Alpes                | 330   |